# Karen Corr
Karen Corr (Ballymoney, Irlanda del Nord, 10 de novembre de 1969) és una jugadora professional de billar americà d'origen nord-irlandès, i actualment de nacionalitat estatunidenca. Va ser incorporada al BCA Hall of Fame el 2012.

## Primers anys de vida
Corr va néixer el 10 de novembre de 1969 a Ballymoney, Irlanda del Nord i va passar la seva primera infància a prop de Maghera. Quan tenia 8 anys, la seva família es va traslladar a Anglaterra. Li encantava veure partits de snooker a la televisió i es va unir a un club de snooker als 14 anys amb el seu pare i el seu germà. Els seus amics de Bourne van veure que tenia habilitats de billar excepcionals i la van animar a jugar en tornejos.

## Carrera professional
Als 15 anys va participar en seu primer torneig a Leicester. Posteriorment va continuar jugant en tornejos i ràpidament es va convertir en una jugadora de billar de primer nivell amb el suport de la seva família. L'endemà del seu 21è aniversari, Corr va guanyar el seu primer Campionat Mundial de Snooker Femení. Va repetir aquesta gesta el 1995 i el 1997. També va guanyar el Campionat Mundial Femení de Billar el 1998 i el 1999.
Una recessió a mitjans de la dècada de 1990 i l'augment de les restriccions al patrocini del tabac van fer que els fons de premis disminuïssin ràpidament per als esdeveniments de snooker fora del Campionat del Món. Això va obligar a Corr a buscar un altre lloc per jugar un torneig rendible. La seva companya de billar Julie Kelly li va parlar de la gira WPBA als Estats Units. Corr s'hi va traslladar el 1998 per veure com de bé podia jugar al billar. Després de guanyar deu esdeveniments de classificació consecutius, va poder competir en els esdeveniments professionals de la WPBA.
A finals de 1998, Corr ocupava el lloc número 24. A finals de 1999, ja va ocupar el lloc número 4. A finals de l'any 2000, ocupava el segon lloc del món.
Corr va guanyar el seu primer títol WPBA Classic Tour, "The 2000 Cuetec Cues Players Championship" a Valley Forge, Pennsilvània. Va completar aquest any amb dos títols més de la gira Classic. També va guanyar el "All Japan Championship" celebrat a Osaka, Japó. Va quedar segona al "Campionat del Món de Dones WPA" i al "Campionat Mundial de Dones UCC" celebrat a Tòquio, Japó.
L'any 2001 es va convertir en la primera persona a guanyar tots els esdeveniments de la gira WPBA Classic en la mateixa temporada des que van començar. Va guanyar la medalla de plata als Jocs Mundials i va quedar segona als Campionats del Món. Abans que s'acabés el 2001, Corr es va trobar al capdavant, com la jugadora número 1 del rànquing mundial i va romandre en aquesta posició durant 2 anys.
Des d'aleshores, és una de les principals jugadores del grup femení. L'èxit màxim de la seva carrera va arribar el 26 d'octubre de 2012, quan Corr va ser incorporada formalment com a millor jugadora del BCA Hall of Fame. En el seu discurs d'acceptació al Saló de la Fama va dir que "el seu ràpid ascens al cim i el seu domini constant a sòl nord-americà li han valgut l'únic lloc a la classe del Saló de la Fama del BCA d'aquest any".
Ha estat subcampiona del Mundial de boles 9 quatre vegades.